# Vicuña (zoogdier)
De vicuña (Vicugna vicugna) behoort tot de kameelachtigen, net zoals de lama, de guanaco en de alpaca. Vicuña's leven in kleine familiegroepjes.

## Uiterlijk
Vicuña's zijn sierlijke dieren en de kleinste van alle kameelachtigen. Ze hebben een zachte vacht van zeer fijne wol. De dieren zijn bruin gekleurd met een witte buik. Een volwassen dier weegt 40 tot 60 kilo en de schouderhoogte is nog geen meter. Net als bij andere lama-achtigen blijven hun ondertanden doorgroeien. In de natuur slijten deze tanden vanzelf af, maar in gevangenschap kan dit problemen geven. Men ziet dan dieren waarbij de ondertanden naar boven uitsteken.

## Leefgebied
De vicuña leeft in de uitgestrekte páramo's in de Andes. Ze zijn goed aangepast aan de barre leefomstandigheden boven 4000 meter. Dankzij hun krachtige hart en hun rode bloedcellen, die 2,5 keer zo lang leven als bij andere dieren, zijn ze in staat om in deze ijle lucht te ademen en te leven. Net als kamelen kunnen ze ook goed overleven in droge gebieden, doordat ze erg zuinig met water omgaan.
In de Benelux is de vicuña te zien in Wildlands in Emmen, Diergaarde Blijdorp in Rotterdam, Artis in Amsterdam, ZooParc Overloon in Overloon, Dierenpark ZiE-ZOO in Volkel, AquaZoo Leeuwarden, ZOO Planckendael in Mechelen en GaiaZOO in Kerkrade en in Avifauna in Alphen aan den Rijn.

## Voortplanting
In tegenstelling tot bij veel andere zoogdieren treedt er bij de vicuña geen bronsttijd op, maar komt er een eisprong na een dekking. Deze vorm van paring wordt geïnduceerde ovulatie genoemd. Over het algemeen is de paringstijd in maart en april. De duur van de paring is hooguit 20 minuten. Een merrie draagt haar jong elf maanden en is meteen na de geboorte van het jong weer vruchtbaar. Een merrie werpt één jong per keer. Dit doet ze staand. Het jong staat binnen een kwartier en poogt dan al een paar stappen te zetten. Het is tot ongeveer tien maanden afhankelijk van de moeder. Na twee jaar is het zelf vruchtbaar. Een vicuña leeft 15 tot 20 jaar, de oudste ooit is 24 jaar geworden.

## De Inca's en de vicuña
De Inca's zagen de vicuña als een hoog dier en het werd daarom ook beschermd. Op de dieren mocht geen jacht gemaakt worden. Alleen wanneer de priesters het aangaven mochten de dieren voorzichtig opgedreven worden om ze te kunnen scheren.

## Beschermd
De vicuña's waren bijna uitgestorven. Dit was begonnen tijdens de conquista, met de komst van de Spanjaarden. De wol van de dieren was zeer gewild en behoorde tot de waardevolste ter wereld. In tegenstelling tot de Inca's, die hun wol ook waardeerden, maakten de Spanjaarden jacht op de dieren. Hierdoor raakte de soort bijna uitgestorven. In 1825 werd het dier officieel beschermd door een wet van Simon Bolivar. De vicuña was de eerste soort in Zuid-Amerika die officieel werd beschermd.
Tegenwoordig worden de dieren beschermd in een aantal reservaten in Peru en Bolivia. Hier wordt ook weer de oude methode van de Inca's gebruikt om hun (nog steeds) kostbare wol te winnen.

## Afbeeldingen

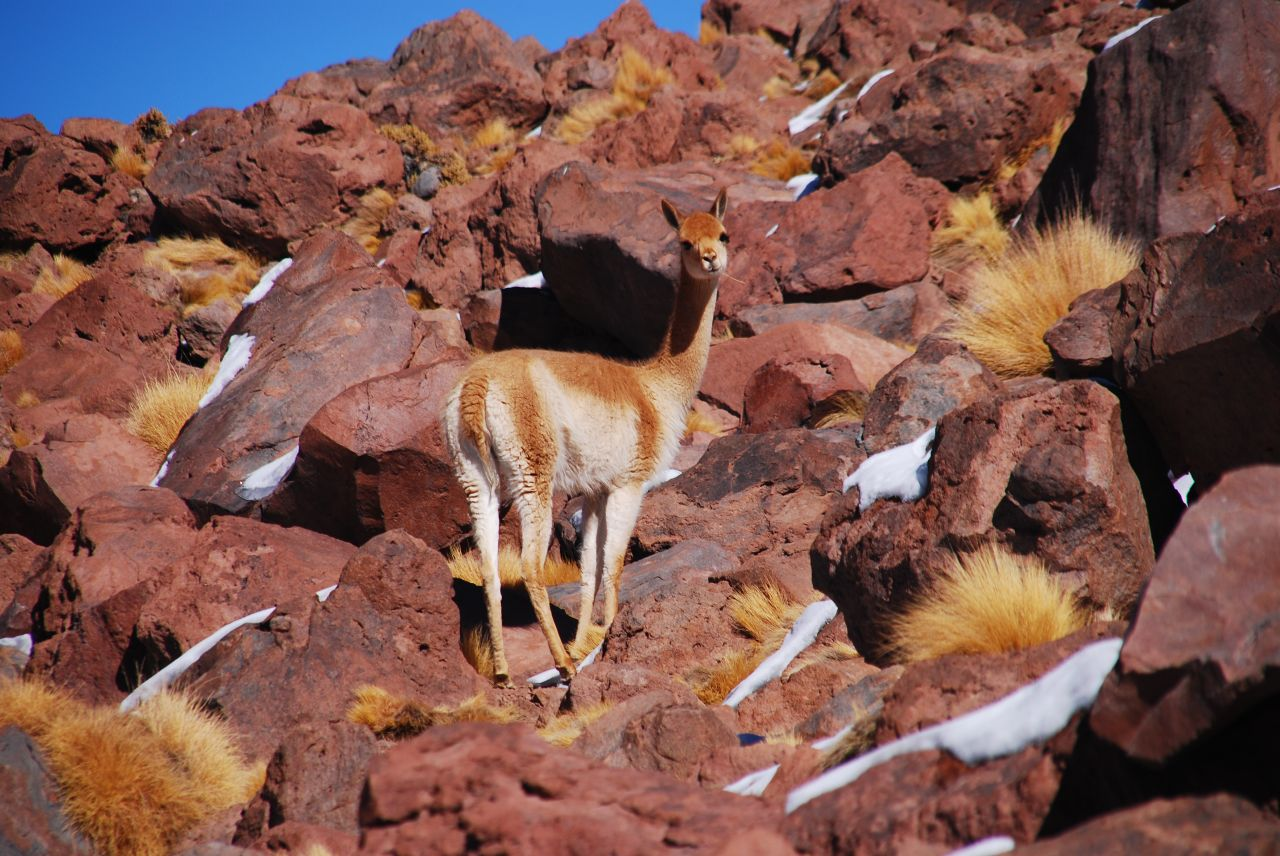
Vicuña in het noorden van Chili
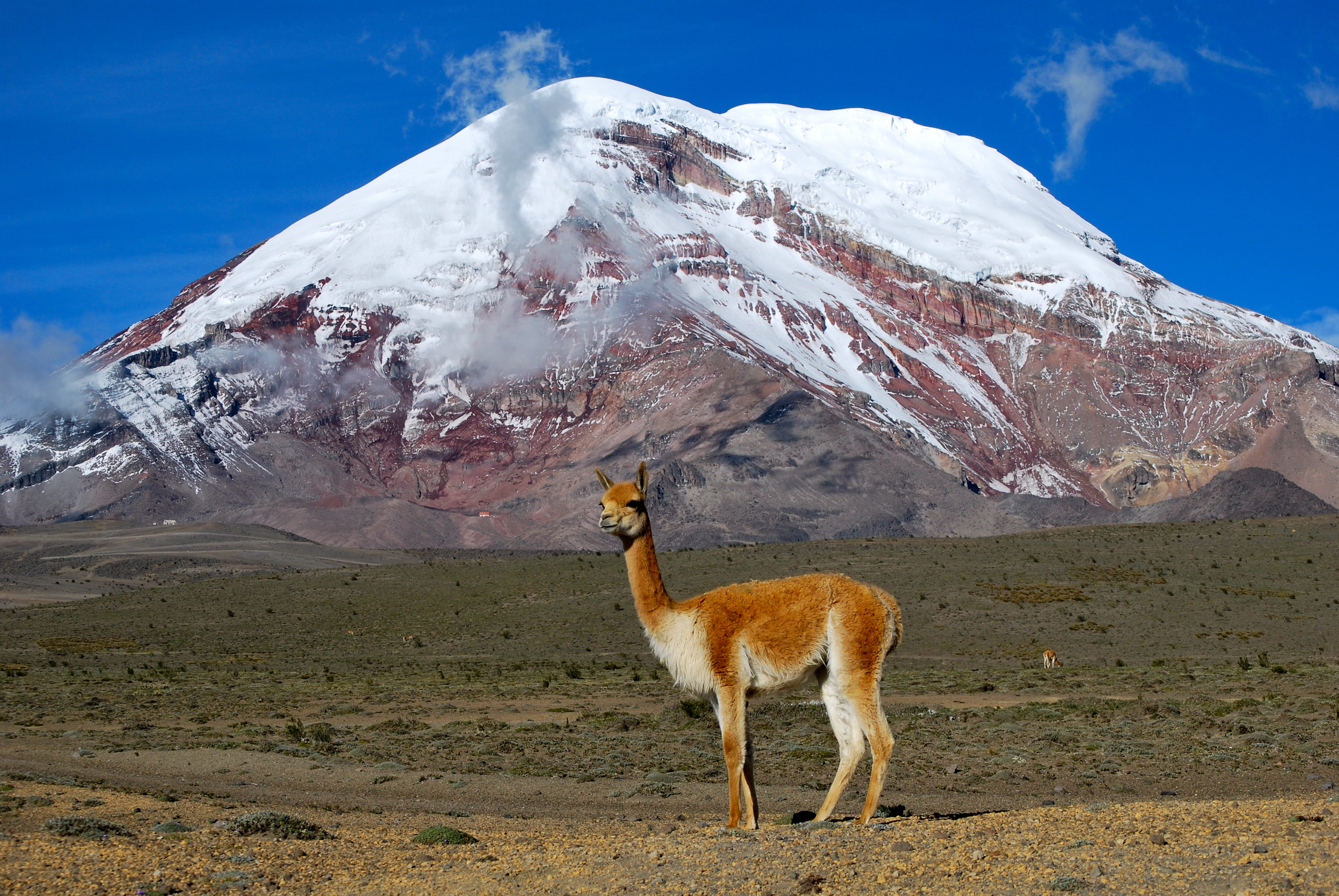
Vicuña en de Chimborazo in Ecuador
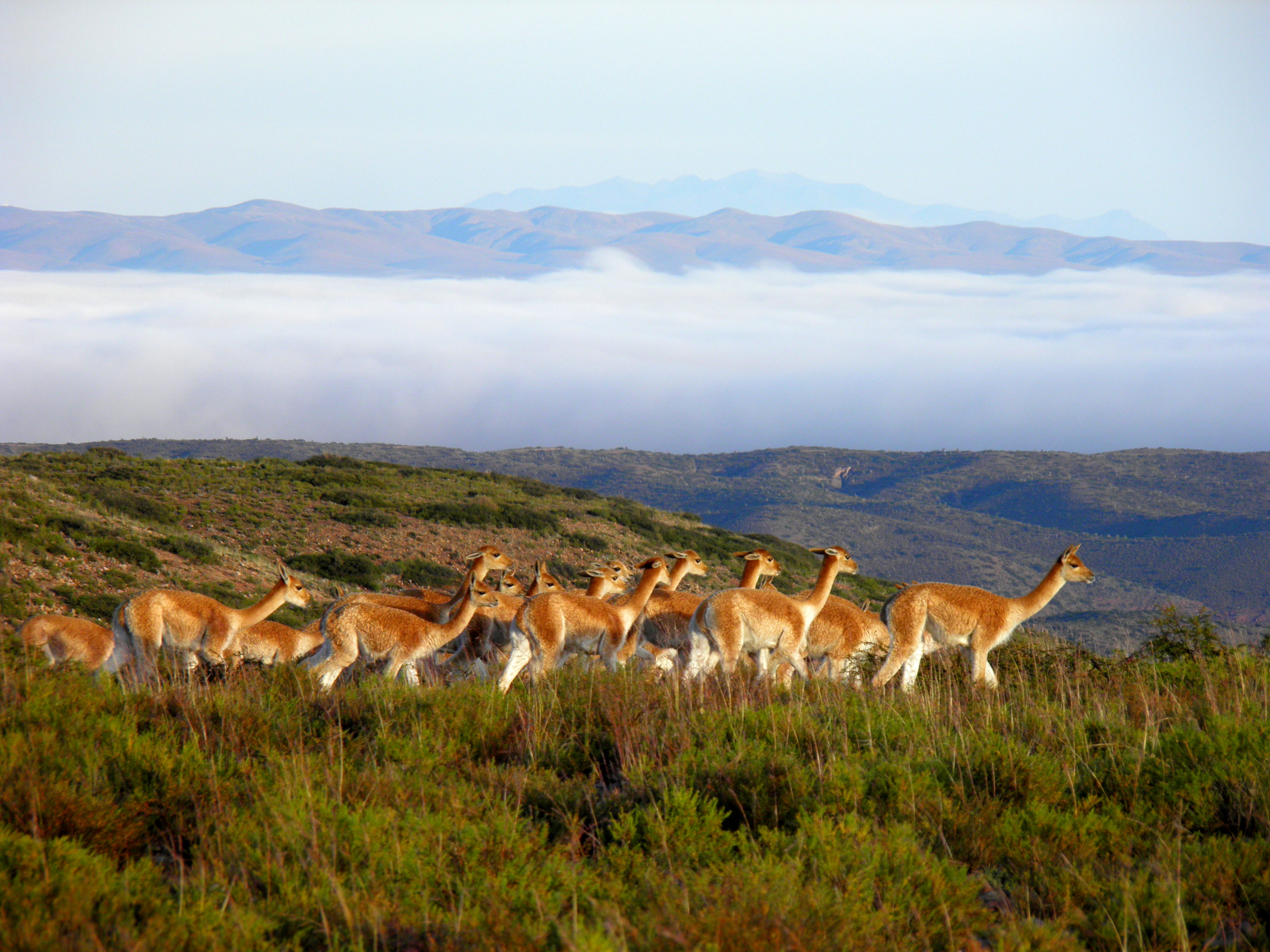
Een groep vicuñas in Bolivia
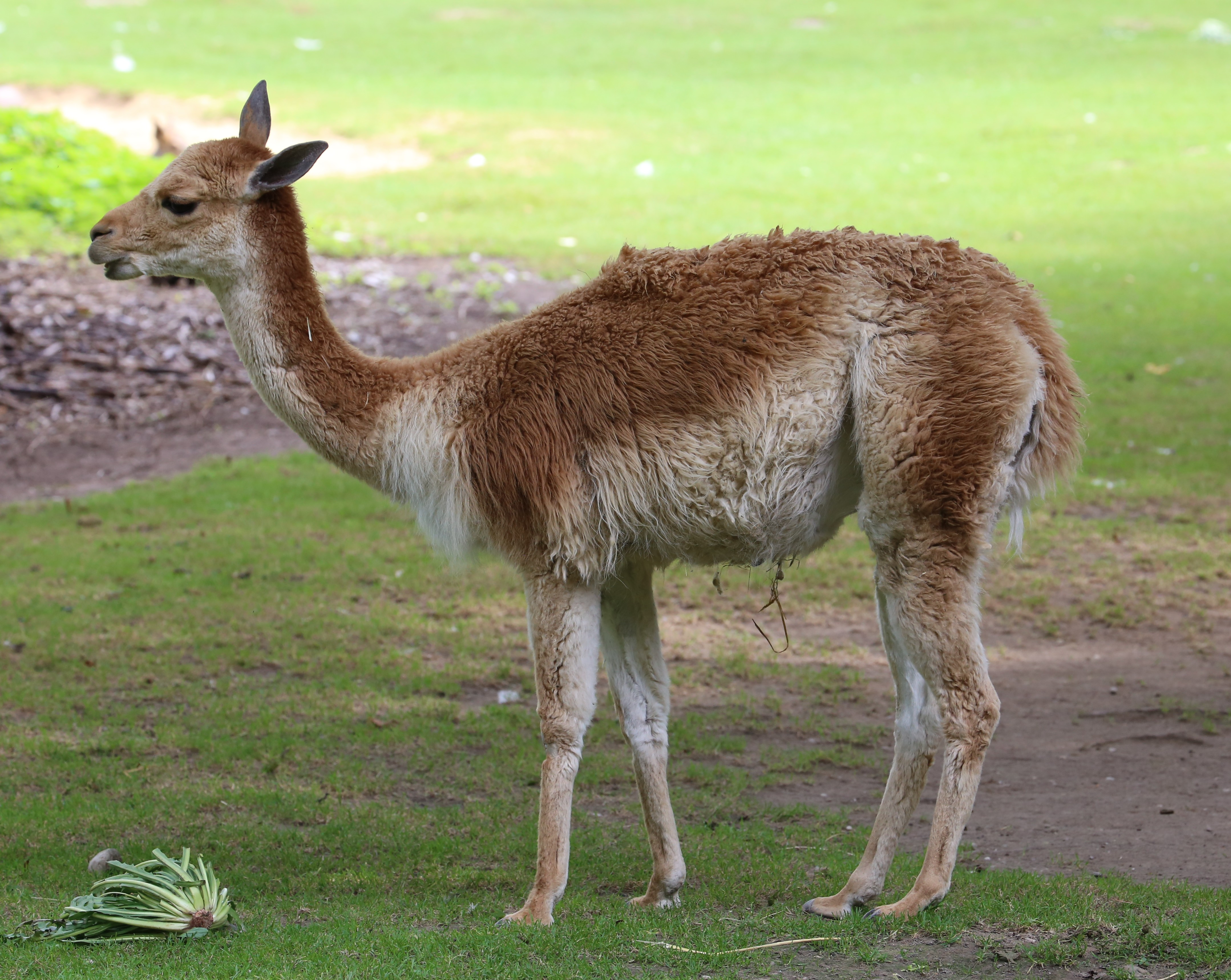
Vicuña in het Tierpark Hellabrunn, München
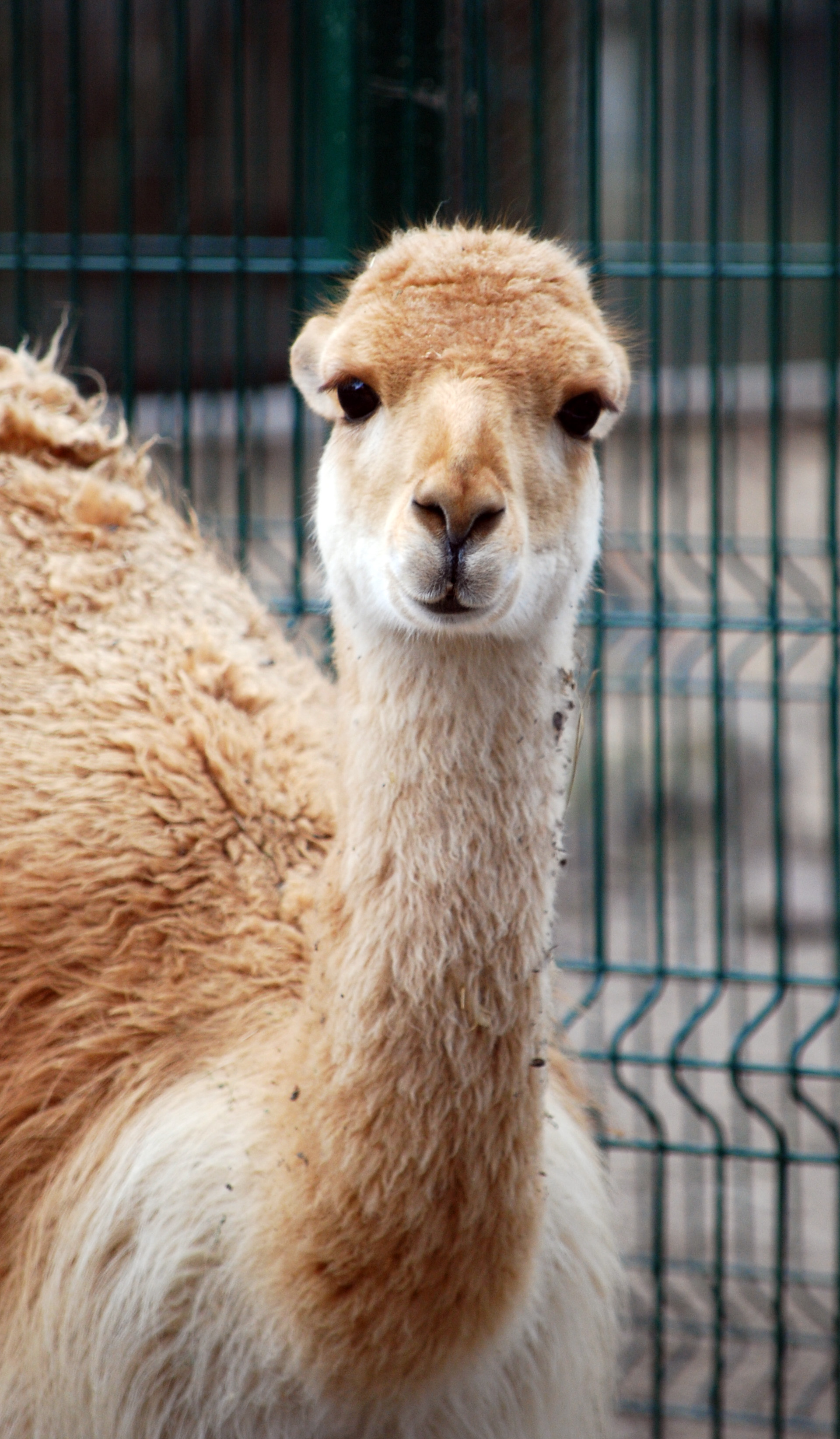
Vicuña in Łódź Zoo (Łódź)